# Ty Dolla Sign
Ty Dolla Sign, właśc. Tyrone Griffin (ur. 13 kwietnia 1985 w Los Angeles) – amerykański raper, piosenkarz i producent muzyczny pochodzący z Los Angeles w Kalifornii. Obecnie (2025) ma podpisane kontrakty z wytwórniami Taylor Gang Records, Pu$haz Ink i Atlantic Records.
Jego utwór pt. „My Cabana” został uplasowany na 23. miejscu 50 najlepszych utworów roku 2012 według magazynu „Complex”.

## Kariera muzyczna
Griffin muzyką zainteresował się w dzieciństwie. Zaczynał od nauki na gitarze basowej, następnie na kolejnych instrumentach, takich jak bębny, klawiatury czy Akai MPC. Na początku kariery wspólnie z partnerem Korym podpisali kontrakt z Venusem Brownem, właścicielem wytwórni Buddah Brown Ent. Kolejnym etapem ich współpracy było wydanie nagrań. Mixtape pt. Raw & Bangin Mixtape Vol 2 miał zostać opublikowany, ale plany wytwórni nie doszły do skutku. Wkrótce potem Sign w Los Angeles spotkał rapera YG, dla którego napisał i wyprodukował utwór pt. „Toot It and Boot It”. W 2011 roku raper wydał swój pierwszy singel zatytułowany „All Star”, w którym udzielił się gościnnie Joe Moses, a wyprodukowany został przez niemieckiego producenta Fuego.
W 2012 roku Griffin podpisał kontrakt z wytwórnią Atlantic Records. 1 października 2012 ukazał się mixtape pt. Beach House, a 1 lipca 2013 – kontynuacja płyty. Na Beach House 2 gościnnie wystąpili tacy artyści, jak Too Short, Wiz Khalifa, Juicy J czy Kirko Bangz. 2 lipca 2013 Ty Dolla Sign dołączył do wytwórni Wiza Khalify – Taylor Gang Records.
21 stycznia 2014 został wydany minialbum rapera pt. Beach House EP. Wśród gości pojawili się Casey Veggies, Wiz Khalifa, Twista, Jay Rock, Trey Songz, French Montana, Fredo Santana i B.o.B. Materiał był promowany dwoma utworami: „Paranoid” i „Or Nah”. Oba single okazały się sukcesem; sprzedano ponad 500 000 sztuk. Otrzymały status złota. Za produkcję tych piosenek odpowiedzialny był m.in. DJ Mustard. Album zadebiutował na 51. miejscu listy sprzedaży Billboard 200, sprzedając się w ilości 6100 egzemplarzy.
Debiutancki album artysty zatytułowany Free TC został wydany 13 listopada 2015 roku przez wytwórnie Taylor Gang Records i Atlantic Records.
Sign pojawił się także gościnnie na albumie Chrisa Browna i Tygi, Fan of a Fan: The Album, w utworze „Nothin’ Like Me” (2015).
26 lutego 2016 roku amerykański girlsband Fifth Harmony nagrał singel „Work from Home”, w którym gościnnie wystąpił Ty Dolla Sign. Piosenka dotarła do 4. miejsca na liście Billboard Hot 100.
W 2018 roku pojawił się na featuringu w singlowej piosence Christiny Aguilery „Accelerate”.
W 2024 roku współtworzy z Kanye Westem album pt. "Vultures" oraz jego drugą część pt. "Vultures 2"
W 2025 roku pojawił się gościnnie w singlowej piosence asap floyd'a - "Markus REMIX"

## Dyskografia
- Beach House EP (2014)
- Free TC (2015)
- Campaign (2016)
- Beach House 3 (2017)
- MIH-TY (2018)
- Featuring Ty Dolla $ign (2020)
- Vultures 1 (2024) [z Kanye Westem]
- Vultures 2 (2024) [z Kanye Westem]
- asap floyd, kudyga, yung trollface - Markus REMIX (ft. Ty Dolla $ign) (2025)